# 胃下垂
胃下垂（いかすい、英: gastroptosis）とは、胃が正常な位置よりも下まで垂れ下がっている状態のことをいう。通常、胃角は第1腰椎の高さに位置するが、胃角部がヤコビー線よりも下がっている状態をいう。症状の重い場合は、へそのあたりや骨盤の位置まで落ち込むこともある。胃そのものの位置が変わるわけではなく、胃の上部は正常な位置にあり、下部が延びている状態である。

## 原因
胃下垂は様々な要因で起こるが、「胃を支える筋肉や脂肪の少ない痩せ型で長身の人」がなりやすいと言われている。腹壁の緊張の変化や、やせ過ぎによる腸壁の脂肪不足、腹圧の減少、筋肉の収縮など複合的な要因で起こると考えられている。また、上述のタイプの人が暴飲暴食、過労、不安などのストレスによって、胃での消化が悪くなり食物が溜まりすぎてしまったために引き起こされることが多い。その他、腹部の手術や出産などを繰り返した場合、昔太っていたが何らかの原因で急に痩せてしまった場合、長期の急激な発育をした場合などもにも起こりうる。
また俗に「胃下垂は食べても太らない・痩せている人に多い」と言われ、「胃下垂になると痩せられる」という俗説もあるが「胃下垂だから痩せる」のではなく「痩せているから胃下垂になる」のである。

## 症状
自覚症状に軽いものが多いため、検査を受けるまで胃下垂とは分からない場合が多い。主な自覚症状としては、以下のものが挙げられる。
- 腹が張った感じや痛み。膨満感。
- 食後の下腹部の膨れ。
- 少食での満腹感。
- 食後のむかつき。
- 食欲不振、精神疲労
- 吐き気、げっぷ。
- 大便の不正常。

バリウムを飲んでのレントゲン検査を行うことによって簡単に確認できる。また、外見上の変化として、腹部は窪んでいるのに下腹部が膨らむことが挙げられる。
胃は、胃液を分泌すると共に蠕動運動（）を行うことで消化活動をしているが、胃下垂になった胃はこの蠕動運動が弱くなっているか、もしくはまったく機能しなくなっている。そのため、胃に入った食物がうまく消化されない消化不良になり、胃の中に食物が溜まった状態が長く続く。ひどい胃下垂になってしまった場合、その胃の消化率は通常の胃と比べ、およそ1/3まで下がると言われている。ただ、胃が下がっているだけで何ら自覚症状がない場合は病気ではない。
胃に食物が長く残ることによって膨満感が続き、食欲不振になることもある。また、栄養を十分に吸収できなくなり、軽い症状としては肌荒れや便秘など、さまざまなところに異常が出る恐れがある。胃は何とか内容物を消化しようと胃酸を大量に分泌するようになるために胃酸過多となり、胃炎や胃潰瘍を起こす危険性が高くなる。
さらに、脂肪や筋肉が薄い下腹部に胃が垂れ下がることで胃は冷やされるため、これに影響されて全身が冷え性になる。子宮や前立腺も冷やされ、不妊や尿が出にくくもなる。また、下腹が出ることで体の重心が崩れて背が曲がるなど、姿勢も悪くなっていく。

## 治療
初期段階で症状が軽い場合は、基本的に治療は必要ない。規則正しい生活を行い、適度な運動やバランスのとれた食事、精神的なリラックスをすることで健全な生活が保たれる。腹筋を鍛え、適度な脂肪を付けることで胃が押し上げられ、正常になる場合がある。
症状が重い場合は、薬物療法などの対処が取られ、胃腸機能調整薬や消化酵素剤が投与される。さらにひどい場合には胃吊上げ手術が行われる場合もあり、その場合はほぼ一回で完治するが、最近では手術を行っている病院はほとんどない。

### 中医学
西洋医学では胃下垂は病気として扱われない場合が多いのに比し、中医学では昔より、中気不足、中気下陥の証として扱い本格的な治療方法が確立されている。補中益気湯の処方と日常的に自分自身でできるリハビリで完治する例が数多く報告されている。

## 合併症

### 胃アトニー
胃壁の筋肉の緊張が低下し、胃の働きが鈍くなる状態を胃アトニーと言う。胃下垂は胃の機能を低下させるため、胃下垂の人は胃アトニーを併発することが多い。胃アトニーになれば、胃の機能の低下がさらに促進されてしまうこととなる。こうなると治療の必要がある。